# Christianisation des peuples scandinaves
La christianisation des peuples scandinaves est la conversion progressive et tardive des peuples germaniques de l'Europe du Nord encore attachés à leurs croyances, qui  « abandonnent » leur paganisme nordique pour embrasser le christianisme. Elle met un terme, au XIe siècle, au processus de christianisation des tribus germaniques qui débute à l'époque romaine avec la conversion des Goths à l'arianisme au IVe siècle et s'étale sur près de sept siècles de façon plus ou moins pacifique ou violente.  
Une lecture littérale de l'érudit médiéval Snorri Sturluson a longtemps pu amener à croire à une véritable guerre de religion pour instaurer la foi chrétienne par la force, notamment dans un pays comme la Norvège . Pourtant les Scandinaves étaient ouverts à d’autres dieux et croyances que les leurs, et y trouvaient parfois un intérêt politique et commercial. « Tant que la foi chrétienne ne menaçait pas les anciennes coutumes, les païens considéraient le Christ avec indulgence ». Ainsi, des scandinaves n'ont pas hésité à intégrer Jésus dans leur panthéon aux côtés de leurs divinités traditionnelles, comme Odin ou Thor. 

## Histoire

### Contexte

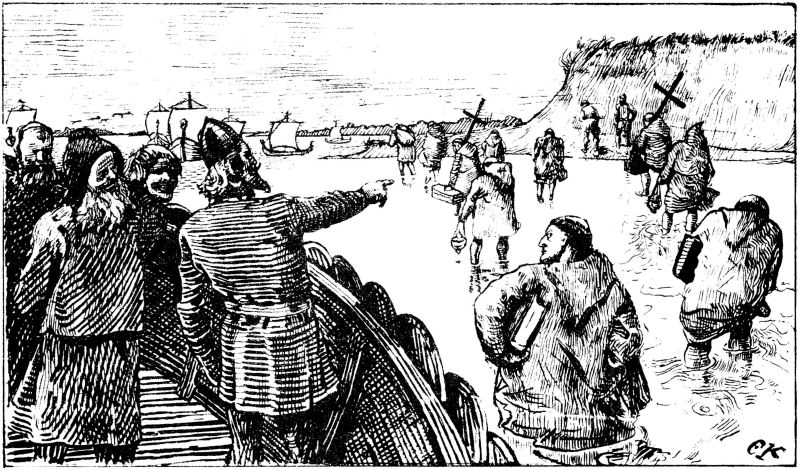
Le jarl Haakon Sigurdsson ordonne aux prêtres de revenir sur la côte ; illustration pour la saga de Olaf Tryggvason (édition publiée en 1899 du recueil Heimskringla). Ces missionnaires avaient été envoyés par le roi du Danemark.

Au VIIe et VIIIe siècles, le processus de christianisation s'accentue dans les royaumes scandinaves sous la pression et l'influence de l'empire carolingien si bien que selon les sources, ce qui distingue les scandinaves du reste du monde est qu'ils soient païens. 

Les premiers efforts pour évangéliser la Scandinavie remontent à la fin de la dynastie mérovingienne. Charles Martel tente en 720 de conquérir la Frise occidentale afin de la convertir. Mais il faut attendre Charlemagne pour que celle-ci s'intègre à l'Empire et jouxte les territoires Scandinave séparés du reste de l'Europe par le Danevirke.
| |  |  |
| Plus ancienne représentation du Christ en Scandinavie sur la grosse pierre de Jelling, le personnage à l'apparence majestueuse et barbare, entouré de rubans, Xe siècle (reconstitution de sa polychromie à droite). |  |  |

### Premiers contacts
« La mission par échanges culturels, puis par la parole, puis par l’épée».
Les Nordiques entrèrent en contact avec la religion chrétienne à la suite des premières missions d'évangélisation dans la première moitié du VIIIe siècle, c'est-à-dire avant l'expansion viking.
Alcuin est l'auteur d'une de ces principales sources qui retrace le voyage de la première mission chrétienne menée par Willibrord, évêque d'Utrecht. En 725, celui-ci rencontre le roi Ongendus qu'il décrit comme « plus cruel qu'une bête féroce et plus dur que la pierre ». Il échoue à convertir les danois. 
Certains évangélisateurs allaient jusqu'à détruire les représentations païennes au péril de leur vie. L'imprégnation du christianisme devint beaucoup plus palpable à la suite des raids vikings. Les pillards ramenaient dans leur pays un butin notamment composé d'objets du culte chrétien. L'empereur Louis le Pieux ranima les tentatives d'évangélisation. Vers 822-825, la Scandinavie fut déclarée terre de mission. Ebbon, archevêque de Reims, puis Ansgar, moine de Corbie, prêchèrent au Danemark sans grand succès.

### Entrée par les villes marchandes
En dehors des missions, le christianisme entre également en Scandinavie par les voies maritimes que ce soit par le commerce ou les raids menés par les vikings. Les établissements religieux pillés lors des premiers raids amènent les symboles du christianisme dans le marché scandinave. Les croix, les calices en or, les reliquaires sertis de pierres précieuses entrent sur le territoire et dans les villes et contribuent indirectement à accoutumer la population à ces symboles.
Vers 830, Anschaire de Brême est envoyé à Birka, un important site marchand de Suède, et parvient à y fonder la première église chrétienne. Après avoir été nommé archevêque, son influence auprès des carolingiens convainc Horik Ier de l'autoriser à fonder des églises dans deux grands ports du Danemark, Ribe et Hedeby, mais refuse tout projet de conversion à son égard. Ces villes marchandes abritent les premières communautés chrétiennes constituées de marchands étrangers. L'archéologie confirme que ces sites sont les premiers où se côtoient la religion nordique et le christianisme. On commence à retrouver des objets chrétiens dans les sites funéraires également.
Au départ, les activités de culte des chrétiens sont tolérées en marge des villes. On suppose que la première église de Ribe se trouve sous l'emplacement de la cathédrale érigée au XIIe siècle et qui se trouve sur la rive sud de la rivière, à l'écart du marché et du coeur économique situés sur la rive nord. À Birka, c'est sur l'île d'Helgö que se construit l'église. Cette mise à distance des sites chrétiens laisse supposer qu'ils servent d'abord de refuge aux marchands étrangers de passage, plutôt qu'à la population locale. Le christianisme est donc toléré, mais non intégré.
La présence de missions chrétiennes dépend étroitement de l'attitude des élites locales à leur égard. L'exemple de Birka illustre ces tensions. L'accueil fait par le roi Bjorn à Anschaire qui lui a permis d'ériger une église à Birka en 831 se renverse dans les années 840 lors de la transition à une nouvelle élite. Gautber, le neveu d'Ebon de Reims doit quitter le port avec d'autres chrétiens dans un contexte de tension important. Chez les Danois, l'église fondée à Hedeby est fermée à la mort du roi Horik et les chrétiens persécutés puis interdits de culte, avant qu'Horik II n’apaise la situation à la fin des années 850. L'intégration des premiers chrétiens relève au départ du choix exclusif du pouvoir local et le IXe siècle se caractérise par une importante instabilité à ce propos et une marginalisation du culte chrétien. Ribe et Hedeby représentent les premiers ports dans lesquels la situation se stabilise et permet la diffusion de la nouvelle religion.

### Conversions et syncrétisme
Si les textes mettent en avant les tentatives de conversions des rois et des chefs, une longue transition s'effectue par la conversion d'acteurs du quotidien tels que des prisonniers, des esclaves et des femmes, méthode privilégiée par Anschaire. Par l'instruction et la conversion de ces personnes, il parvient à installer des communautés chrétiennes autour des églises. Les femmes, chargées de l'éducation des jeunes enfants, devenaient elles-mêmes des cibles privilégiées. La conversion au christianisme, hostile à la polygamie et au divorce et interdisant l'infanticide, représentait également un avantage pour le statut des femmes.
Selon la saga d'Egill Skallagrímsson, un rite préalable au baptême se développe afin de rendre celui-ci plus pratique : la prima signatio. Il précise que cet usage est « bien établi tant chez les marchands que chez les gens qui se mettaient à la solde des chrétiens » et leur permet d'« entretenir toutes les relations qu'ils voulaient, tant avec les chrétiens qu'avec les païens, mais ils conservaient la croyance qui leur convenait ». Ce rite n'est vraisemblablement pas une question de foi mais prend la forme d'une bénédiction par le signe de croix. L'objectif de ce rite est de formaliser et faciliter les contacts entre les marchands. Rimbert rapporte dans son hagiographie d'Anschaire que beaucoup « se soumettent volontiers au signe de croix » sans pour autant effectuer le baptême. Ces individus constituent, selon Lucie Malbos, une passerelle entre les deux cultures.
Avant sa conversion, la Scandinavie traverse une assez longue période de syncrétismes, d'influences et de mélanges culturels. La religion nordique étant prompte à intégrer de nouvelles croyances et divinité, elle intègre les symboles chrétiens à sa culture assez rapidement. Les missionnaires adaptent également leur langage afin de mieux toucher à la sensibilité des populations. Jésus est comparé à un souverain, ses apôtres à des vassaux. Pierre est présenté comme un thane. Les Noces de Cana sont décrites comme un festin dans une grande halle. Plusieurs exemples archéologiques témoignent de la porosité des cultures occidentales et scandinaves.
Tout ce processus d'adaptation et de syncrétisme prend du temps et provoque également quelques tensions. Le pape Jean X insiste d'ailleurs sur le fait que le baptême n'est qu'une étape dans le processus de conversion et qu'il ne faut pas appliquer une rigueur excessive au risque que les récents convertis retombent dans « l'antique et sournois adversaire ». Les autorités et les missionnaires se montrent effectivement plus tolérants que ne le retranscrivent les sources ultérieures car la christianisation ne suit pas un cheminement linéaire. Les baptêmes à la chaîne provoquent des changements d'avis et des retours au paganisme. Le cas d'Olaf II est évocateur à ce propos puisque les sources font état de trois versions sur son baptême en trois lieux différents, laissant supposer différents retours au paganisme de sa part. Ainsi, alors que les sources écrites évoquent une conversion soudaine, la période qui couvre le Xe et XIe siècles représente en réalité un temps de transition et d'hésitation.
Le changement décisif se produisit quand de grands chefs se convertirent. Des princes comprirent tout l'intérêt d'embrasser une religion qui consolidait leur pouvoir. En Francie, le jarl Rollon accepta d'être baptisé en échange d'un territoire qui allait devenir le duché de Normandie. C'était un excellent critère d'intégration dans le monde franc. En Scandinavie, des rois se servirent de la religion du Christ afin de « dépasser les particularismes culturels et surtout les dissensions politiques entre clans ». Le but était d'unifier leur royaume. La conversion au christianisme avait pour origine des motivations essentiellement politiques. Le prince norvégien Håkon le Bon se fit baptiser en Angleterre et, de retour en Norvège, entreprit une christianisation de son pays. Il rencontra une forte opposition à la propagation de sa foi. « En 933, des sujets de Hakon [le Bon] brûlèrent des églises, tuèrent des prêtres et forcèrent Hakon à abandonner son projet de christianiser tout le pays ». Les jarls de Lade, Håkon Grjotgardsson, son fils Sigurd Håkonsson puis son petit-fils Håkon Sigurdsson, résistèrent à la christianisation de la Norvège, restaurèrent le culte des anciens et des divinités malgré les efforts des rois, en particulier Harald à la pelisse grise. Autour de 974, Otton II du Saint-Empire envahit le Danemark. Le roi Harald à la Dent Bleue et son allié norvégien, Håkon Sigurdsson, perdirent une bataille près du Danevirke et furent contraints, pour avoir la paix, d’accepter le baptême et de christianiser leur peuple mais une fois revenu en Norvège,  Håkon se débarrassa des prêtres autour de lui et reprit ses anciennes croyances.
L’opposition à la foi chrétienne fut brisée plusieurs dizaines d'années plus tard avec une violence peu chrétienne, d'abord par le roi Olaf Tryggvason, baptisé en 995. « Il fit preuve d’une poigne évangélisatrice redoutable pendant les cinq ans de son règne sans doute mû par un fanatisme religieux hors du commun. Son œuvre fut achevée par Olaf Haraldson» (1016-1028). Au Danemark, Harald à la Dent Bleue agit de même. En 985, le royaume est unifié et christianisé sous sa poigne. En Suède, malgré le zèle des missionnaires comme l’évêque Bruno de Querfurt, le paganisme demeurait encore au XIe siècle. Les missionnaires, voyant qu’ils ne pouvaient pas détruire les anciennes croyances, les christianisèrent progressivement en récupérant les anciennes déités païennes.

## Résistances
Si les textes de Snorri Sturluson vantent les exactions chrétiennes (ceux qui n’abandonnaient pas le paganisme étaient expulsés, à d’autres, [Olaf Haraldson] faisait couper les mains ou les pieds ou extirpait les yeux, pour certains il les faisait pendre ou décapiter, mais ne laissait impuni aucun de ceux qui ne voulaient servir Dieu (…) à qui il affligeait de grands châtiments (…). Il leur [au peuple norvégien] donna des clercs et en institua dans les districts… ), il s'agirait d'inventions d'un auteur écrivant 200 ans après les faits, et destinées à montrer les rois convertisseurs comme des saints ayant « durement » lutté pour la "vraie foi",,, selon Régis Boyer :
« car – il faut de nouveau insister fortement – la conversion de la Scandinavie se sera faite sans coup férir, sans guerres de religions, sans effusion de sang, sans martyre. Lorsque des chroniqueurs nous la dépeindront, nettement plus tard, sous des dehors tragiques et violents, ils ne le feront que par imitation des vies de saints qui étaient de rigueur en Occident à l'époque. On voit donc l'Islandais Snorri Sturluson, dans sa Heimskringla (vers 1225), notamment dans les textes qu'il consacre aux deux grands rois réputés convertisseurs de la Norvège, Olafr Tryggvason et Olafr Haraldsson – qui deviendra saint Olafr – donner dans tous les poncifs à la mode sur ce sujet, mais rien, absolument rien ne permet de vérifier ses dires. En tout cas sur le plan strictement religieux.»
La résistance au christianisme a concerné par exemple la polygamie ou les amulettes. La nouvelle foi était contraignante, imposant la foi en Dieu, un et seul. Les Vikings avaient l’obligation d’abandonner leurs anciennes croyances. « L’Église n’autorise pas d’autres dieux, qu’elle considère comme des démons et des forces du Mal. Freyja, la Grande Déesse des Vikings, symbole de la fécondité, fut pour l’Église un objet de ridicule et de mépris » . 
En Suède, les Varègues furent contraints d’accepter la christianisation, en même temps que les Slaves, en 989, lors du baptême général ordonné par le roi Valdimarr.
Plusieurs régions gouvernées par des chefs et jarls responsables de fonctions cultuelles de l'organisation païenne s'opposent également à la christianisation et offrent une importante résistance. En Suède, cela s'observe particulièrement autour du sanctuaire de Gamla Uppsala tandis qu'en Norvège ce sont les Jarls de Lade dont le pouvoir dépendait particulièrement de leur propension à lutter au nom du culte ancestral. Ces mouvements provoquent des révoltes qui peuvent renverser le roi ou le contraindre à l'exil.

## Conséquences politiques
La christianisation des peuples scandinaves a pour principale conséquence de renforcer le pouvoir royal et d'aider les royaumes scandinaves à unifier des territoires au fonctionnement tribal. Avant la christianisation, le roi n'est qu'un chef parmi d'autres et doit impérativement tenir compte de l'avis des grands de son royaume au sein d'un thing. L'implantation du christianisme met en avant le pouvoir concentré entre les mains d'un seul individu qui s'appuie sur la religion pour conférer à sa fonction un caractère sacré et inviolable. 
Certains chefs et jarls qui possédaient des responsabilités et des fonctions cultuelles dans l'organisation païennes s'opposent logiquement à la christianisation qui leur fait perdre leur pouvoir. En réponse, les rois n'hésitent pas à imposer leur religion et leur autorité par la force. A terme, les trois royaumes cessent d'être des mosaïques de petits royaumes et de jarls pour devenir des royaumes où le roi gouverne au sommet de la société. Une nouvelle organisation se structure autour du christianisme.
Au début de la christianisation, Hambourg devient le siège de l'archidiocèse des peuples du Nord chargé de maintenir son autorité sur l'ensemble de la Scandinavie, de l'Islande et du Groenland. Cependant, le renforcement des royaumes les pousse à progressivement s'affranchir de l'autorité de Hambourg-Brême. Sven à la Barbe fourchue expulse par exemple les évêques germaniques nommés par Hambourg tandis que Knut le Grand y installera des évêques anglais. Bien que l'église danoise parvienne à s'établir, les prétentions de Hambourg sur le Nord demeurent incontestées jusqu'au début du XIIe siècle. Progressivement, des évêques locaux prennent place avec l'appui royal et permet de développer différent diocèses. 
En 1103, la création de l'archidiocèse de Lund marque l'affranchissement de Hambourg. En 1152/1153, l'archidiocèse de Nidaros est créé et s'affranchit de l'autorité de Lund pour couvrir les diocèses de Nidaros, Bergen, Stavanger, Oslo, Hamar, ainsi que les îles et colonies de l'Atlantique. 
Durant le XIIe siècle, la dîme s'instaure progressivement en Scandinavie et permet aux évêques de bénéficier d'une source de revenu et de s'affranchir quelque peu de la tutelle royale. Ils peuvent dès lors davantage s'investir dans les affaires matrimoniales de la cour et doivent intervenir sur les différents divorces royaux. Le cas du divorce de Sigurd Ier en 1128 démontre une tentative des évêques de s'affranchir de l'autorité royale car rien ne s'oppose à ce remariage dans la loi norvégienne. En Norvège, l'affranchissement se confirme dès 1153 et l'autorité royale n'intervient plus dans la nomination des évêques. Les évêques bénéficient progressivement d'une influence sur la légitimité des prétendants lors des successions héréditaires, pouvant parfois exclure des fils naturels lors des élections. Magnus V est notamment le premier roi couronné par des ecclésiastiques. 

## En Islande

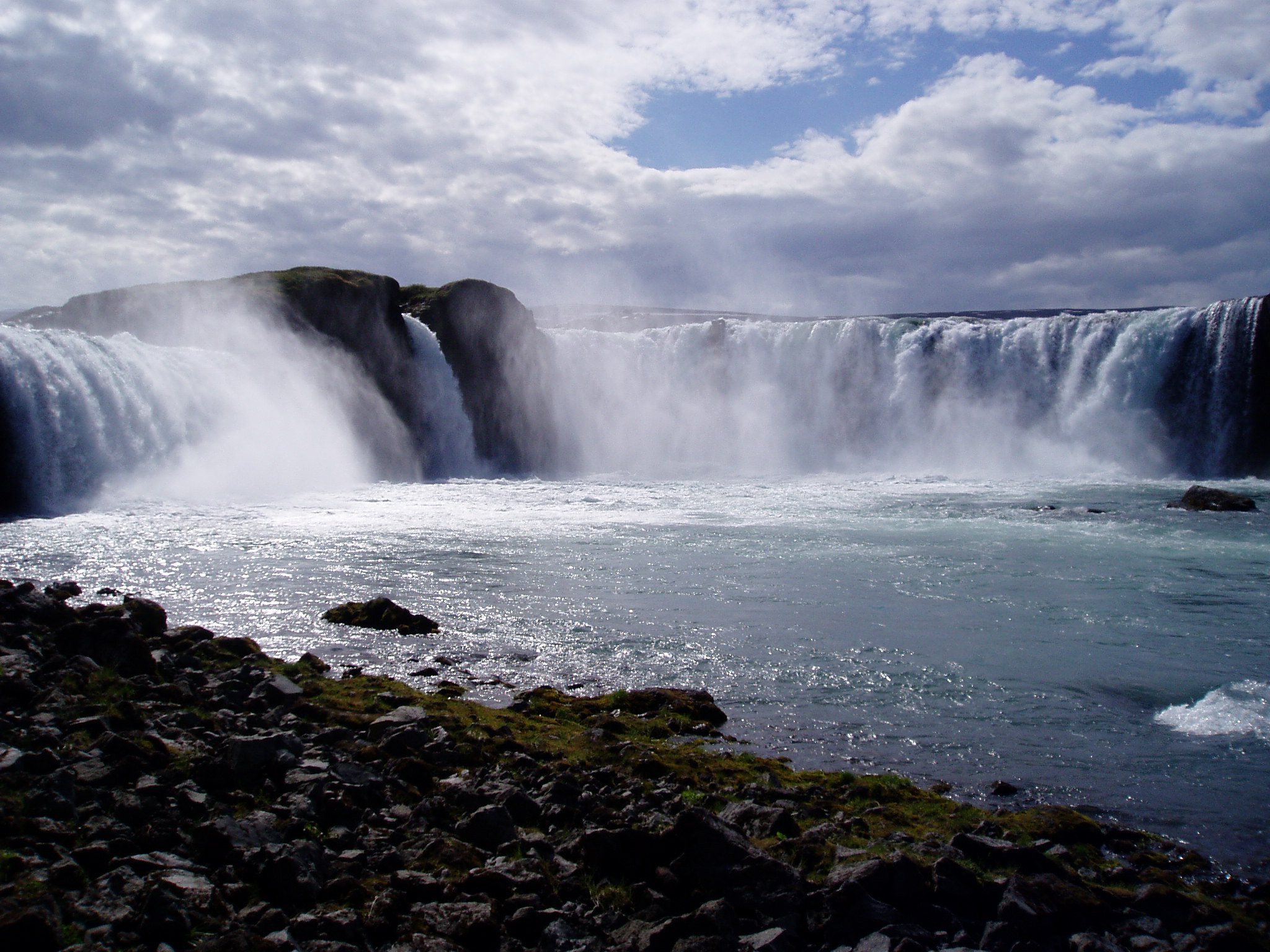
Cascade de Godafoss en Islande.

La christianisation de l'Islande se présente sous un autre jour. Au cours d'une réunion de l'Althing au solstice d’été de l'an 999 , les Islandais décidèrent, contraints et forcés, d'adopter le christianisme officiellement. « Les menaces du roi Olafr Tryggvason, qui décide de garder tous les fils de grands chefs Islandais séjournant en Norvège, pèsent certainement d’un grand poids sur le fameux Althing de 999 » ,. « Olafr Tryggvason fit preuve d’une poigne évangélisatrice redoutable, il imposa le christianisme aux Féroé, avec l’aide du jeune chef Féroïen Sigmundr Brestisson, converti à la nouvelle religion (Faereyinga saga) et en Islande, en envoyant des missionnaires comme Thangbrandr dont l’efficacité n’avait d’égale que la violence (Kristni saga). En 999, une décision officielle, après un débat houleux de l’Althing, établit la nouvelle religion : la loi obligeait les Islandais qui n’étaient pas encore baptisés à le faire. » . D’autre part, ils craignaient une division religieuse, et donc politique, du pays entre païens et chrétiens, ces derniers étant déjà nombreux sur l'île. Risque de partition d'autant plus grand que l'Islande ne connaissait ni roi ni quelconque prince à sa tête.